# 大石まさる
大石 まさる（おおいし まさる、1972年10月16日 - ）は、日本の漫画家。東京都出身。
『コミックウインクル』（海王社）に掲載された「火星探掘紀行」でデビュー。1998年以降は主に少年画報社の漫画雑誌で作品を発表している。漫画家の柳沼行とは中学時代の同級生で、現在でも交流がある。成人向け漫画作品の単行本は夢ノ二（ゆめのじ）名義で出版されている。
多くの作品において人と人との交流、登場人物の成長に重点を置いて物語を展開させている。『空からこぼれた物語』をはじめ『水惑星年代記』シリーズ、『おいでませり』、『カラメルキッチュ遊撃隊』など独特なSF的世界観が根底にある物語を好んで描いている。

## 作品リスト

### 漫画

#### 連載作
- 空からこぼれた物語（『ヤングキングアワーズ』 1998年9月号 - 1999年6月号、全1巻）- 短編集
- みずいろ（『ヤングキング別冊キングダム』 1999年4号 - 2000年12号、全2巻）
  - みずいろパーフェクト - 既刊の『みずいろ』全2巻を一冊にしたもの。A5版化、カラーページの完全掲載などがなされている[3]。
- 泥棒猫（『ヤングキングアワーズ』 2000年1月号 - 2003年9月号、全3巻）- スピンオフ作品『くノ一はおデコだせ! 』を含む
- りんちゃんクッキーのひみつ（『ヤングキング』 2000年21号 - 2001年18号、全1巻）
- りんりんD・I・Y（『ヤングキング』 2001年19号 - 2003年12号、全3巻）- 『りんちゃんクッキーのひみつ』の続編
- ピピンとピント★（『ヤングキングアワーズ』 2003年11月号 - 2005年8月号、全3巻）
- 水惑星年代記（『ヤングキングアワーズ』 2006年2月号 - 2008年12月号、全7巻）- 2009年、第40回星雲賞コミック部門・参考候補作
  - 水惑星年代記
  - 続水惑星年代記
  - 環水惑星年代記
  - 翠水惑星年代記
  - 碧水惑星年代記
  - 水惑星年代記 月娘
  - 水惑星年代記 月刊サチサチ - 併録「海の民クレハ」、「さくらなはーと」
- おいでませり（『ヤングキングアワーズ』 2009年2月号 - 2010年8月号、全3巻）
- タイニープリニウス（『ヤングキングアワーズ』 2011年2月号 - 2012年2月号、全1巻）
- 稲田小鬼物語（『ヤングキングアワーズ』 2011年4月号読切、同年7月号 - 2012年2月号隔月連載、全1巻）
- カラメルキッチュ遊撃隊（『ヤングキングアワーズ』 2012年4月号 - 2013年9月号、全3巻）
- タイニーマイティーボーイ（『月刊ヤングキング』 2013年6月号 - 2013年9月号 → 『月刊ヤングキングアワーズGH』2013年10月号 - 2014年11月号、全1巻）
- ライプニッツ（『ヤングキングアワーズ』 2014年4月号 - 同年10月号、全1巻）
- キラリティ（『ヤングキングアワーズ』 2015年4月号 - 9月号、 全1巻）- 2016年、第47回星雲賞コミック部門・参考候補作
- タイニードライブ（『月刊ヤングキングアワーズGH』 2015年1月号 - 2018年7月号、全2巻）
- マーチャンダイス（『ヤングキングアワーズ』 2016年2月号 - 2018年10月号、全3巻） - 2019年、第50回星雲賞コミック部門参考候補作
- 大江戸スモーキングマン（『ヤングキングアワーズ』 2019年1月号 - 2019年8月号、全7話、全1巻）
- うみそらかぜに花（『ヤングキングアワーズ』2020年6月号 - 2023年8月号、全34話、全4巻）

#### 単行本未収録作品
- 雪洞―ぼんぼり―（『ヤングキング別冊キングダム』 1999年No.2）
- A FAR STEP（『ヤングキングアワーズ』 1999年9月号）
- Little Princess（『ヤングキング』 1999年No.22）
- 岩飛ペンギン男シリーズ・てなもん屋源さんVS謎の円盤UFO（『ヤングキング別冊キングダム』 2001年No.2）
- 戦えダムファイター甚八（『月刊スパーク増刊』 COMICリベル 2001年Vol.2）
- 魔法の海賊ときめきマリン（『アワーズライト』 2001年8月号、2002年6月号、7月号、8月号）
- てなもん屋源さん・謎のインセクターBEE（『ヤングキングアワーズ』 2002年11月増刊号）
- 2050年の日本はこうなる!!（『ECO DO. 』2008年春号）- 「マンガでわかる、温暖化の最新シミュレーション」
- 雨に泳げば（『まんがライフMOMO』 2008年6月号）
- きょうから夏休み（『まんがライフMOMO』 2008年9月号）
- 秋がきた（『まんがライフMOMO』 2008年12月号）
- ゆきゆきんこ（『まんがライフMOMO』 2009年3月号）
- COMIC ZIN 広告漫画（2009年-） - キャラクターデザイン：森薫
- 施川ユウキ『バーナード嬢曰く。』4巻購入特典リーフレット（COMIC ZIN、2018年7月）
- 代原ちゃん（『月刊ヤングキングアワーズGH』 2020年1月号）
- 表紙の裏からオススメ漫画 vol.43 (『ヤングキングアワーズ』2021年12月号) - 「タイニードライブ」描き下ろし1p

#### アンソロジー
- ゲームギャグ1Pコミック〈カプコン編 1〉（1996年12月発売）
- ゲームギャグ1Pコミック〈デッドオアアライブ〉
- ゲームギャグ1Pコミック〈カプコン編 2〉
- ダイナマイト刑事 4コマ決定版
- あすか120％エクセレント Burning fest. コミックアンソロジー
- ヴァンパイアセイバー 4コマ決定版
- QUIZなないろDREAMS虹色町の奇跡 コミックアンソロジー
- ゲームギャグ1Pコミック〈セガ編〉
- マリーのアトリエ 〜ザールブルグの錬金術師〜 4コマ決定版
- ポケットファイター 4コマ決定版
- デビルサマナーソウルハッカーズ 4コマ決定版
- 幕末浪漫 月華の剣士 4コマ決定版 （1998年5月発売）

　（以上、新声社）
- THE 鉄道漫画 〈001レ 旅立号〉（少年画報社、2010年7月）
  - 飯田線に乗っちゃえ（『りんりんD・I・Y』から再録）
- 超人ロック異聞 (少年画報社、2017年6月)
  - ああ 夏休み （『ヤングキングアワーズ』 2017年6月号）

#### 夢ノ二名義
成人向け漫画（ただし単行本は年齢制限のない「指定マークなし」扱い）
- 流れ星はるか（発行：JIGEN、発売：文苑堂東京店、1999年）- 短編集
- 流れ星はるかプラス（大都社、2001年）- 上記の増補版（※印はプラスのみ収録）
  - 火星探掘紀行 ※
  - 3億$の女 ※（『コミックウインクル』1996年4月号）
  - クート ※（『コミックウインクル』1996年5月号）
  - 紅お恭危機一髪
  - 平四郎探偵事務所
  - 春満開!桜大前線 ※
  - あけび姫
  - タイムトラベルトリミング ※
  - お願い（ハート）魔神サマ ※
  - SUMMER COOKIES（『コミックウインクル』 1997年9月号）
  - 幽体捕獲岩飛奇談（『コミックウインクル』 1997年10月号）
  - あきあかね
  - かたやき本舗（『コミックウインクル』 1998年3月号）
  - EIJI RACER
  - 海と宅配便と風鈴と…（『ボンバーコミック』 1998年12月号）

### イラスト
- Oh!透明人間 第1巻 ウハウハ透明お風呂編（著：中西やすひろ、大都社ハードコミックス、2001年6月）
- とらだよ。42号（とらのあな、2004年）唐沢なをき『さちことねこさま』レビュー
- コンビニDMZ 第3巻（著：竿尾悟、少年画報社、2009年4月）帯イラスト
- 迷彩君 perfect（著：竿尾悟、少年画報社、2009年4月）帯イラスト
- マップス愛蔵版 第5巻（著：長谷川裕一、ソフトバンククリエイティブ、2009年4月）ゲストページ
- エナ（著：磯本つよし、少年画報社、2009年6月）帯イラスト
- つぼみ Vol.3（芳文社、2009年8月） - 「つぼみが始まるよ」
- ネムルバカ 1.5巻（『月刊コミックリュウ』2010年3月号付録）-「石黒先生十周年おめでとうございます」
- はるこん2010 ポスター
- 雪玉に地獄で勝算はあるか?（著：チャールズ・ストロス、はるこん実行委員会、2010年4月）
- アリスへの決別（著：山本弘、早川書房、2010年8月）
- それでも町は廻っている 公式同人誌〜丸子町商店街2010夏祭特大号〜（編：ヤングキングアワーズ編集部、少年画報社、2010年8月）
- セドナ、鎮まりてあれかし（著：泉和良、早川書房、2010年10月）
- それでも町は廻っている（TVアニメ）第9回エンドカード（TBS、2010年12月2日）
- S-Fマガジン 2011年4月号：表紙
- S-Fマガジン 2012年2月号：瀬尾つかさ「ウェイプスウィード（前編）」挿絵
- S-Fマガジン 2012年3月号：瀬尾つかさ「ウェイプスウィード（後編）」挿絵
- S-Fマガジン 2012年4月号：SF Image Gallerly
- まんきき VOL.01（フリーペーパー、2011年1月29日より往来堂書店ほかで配布）
- まんきき VOL.01'（2012年2月29日より往来堂書店ほかで配布）
- 日本列島プチ改造論（著：パオロ・マッツァリーノ、角川文庫、2012年11月）表紙
- S-Fマガジン 2013年2月号：オキシタケヒコ「エコーの中でもう一度」挿絵
- S-Fマガジン 2014年2月号：オキシタケヒコ「亡霊と天使のビート」挿絵
- 僕らはみんな河合荘（TVアニメ）第3話エンドカード（TBS、2014年4月18日）
- S-Fマガジン 2014年10月号：オキシタケヒコ「サイレンの呪文」挿絵
- eBookJapan：東京創元社創立60周年記念特集「私を形づくった東京創元社」 - 『惑星カレスの魔女』[4]
- ミステリーズ！ Vol.68（2014年12月号）：「私を形づくった東京創元社」 - 『惑星カレスの魔女』
- eBookJapan：早川書房はじめのひとくち：第3弾―20世紀vs21世紀-SF変容史![5]

### 彩色
- ISUTOSHI「フューリーズ-虚空の銀翼-」（『月刊ヤングキングアワーズGH』2018年6月号 ）

## 催し
- 1999年11月、まんがの森 町田店： 原画展、サイン会
- 2001年12月、まんがの森 町田店： 原画展
- 2004年5月9日、まんがの森 横浜西口店：　サイン会
- 2005年7月16日、パシフィコ横浜： 第44回日本SF大会（HAMACON2） - 「サイン会」、「ヤングキング作家の“妄想で描いてみよう！”」
- 2006年5月13日、渋谷 GRIP Bike Works： サイン会 - 宮尾岳と合同
- 2006年12月3日、とらのあな なんば2号店： サイン会
- 2006年12月、まんがの森： 原画展 - 3日 - 9日： 上野店。10日 - 16日： 横浜西口店。17日 - 23日： 池袋店、町田店。
- 2007年5月28日、とらのあな 秋葉原本店： サイン会 - 小野寺浩二、水上悟志と合同
- 2007年8月30日、パシフィコ横浜： 第65回世界SF大会/第46回日本SF大会 - 「ヤングキングのマンガ家さんと遊ぼう」
- 2008年6月29日、神田神保町 コミック高岡書店： 竿尾悟サイン会ゲスト参加
- 2008年11月30日、神田神保町 コミック高岡書店： サイン会
- 2009年7月5日、COMIC ZIN 新宿店：　サイン会
- 2010年2月28日、有隣堂 横浜駅西口コミック王国： サイン会 - 「裁定者ジャジャム」カード配布
- 2010年4月、大宮ソニックシティ： はるこん - 10日： 「Sci-Fiクイズ大会」、「大石さんに水惑星年代記を聞く」、「大石まさる氏ライブペイント」、「GoHを囲むパーティー」（会場：レストラン SQUARE）。11日： 「ヤンキン作家と遊ぼう」。
- 2010年9月5日、有隣堂 藤沢店： サイン会 - 「なつやすみこれやる帳」配布

## インタビュー
- 中野渡淳一『漫画家誕生　169人の漫画道』（新潮社、2006年。初出『信濃毎日新聞』）
- Webだよ。： NO COMIC NO LIFE 第62回（とらのあな公式サイト、2006年。リンク切れ）
- まんきき VOL.01： 大石まさる（フリーペーパー、2011年1月29日より往来堂書店ほかで配布）
- まんきき VOL.01'： まんきき VOL.01'大石まさる号再び（2012年2月29日より往来堂書店ほかで配布）
- eBookJapan： 大石まさる大特集[6]